# Giulio Lega
Giulio Lega (Firenze, 1892. november 12. – 1973. július 11.) első világháborús olasz ászpilóta volt. Hírnevét főként az első világháborúban teljesített szolgálata alatt építette fel, amikor az olasz légierő tagjaként 5 igazolt légi győzelmet szerzett.

## Élete
Lega 1892-ben született Olaszországban.
Az iskola elvégzése után orvosnak tanult. Orvostanhallgatói munkája alatt 1915-ben besorozták, mert magas és szikár termete miatt alkalmas katonának tűnt. Nemsokára megtörtént alapkiképzése és a gyalogsághoz osztották be. Legelső éles bevetésére a IV. isonzói csata alkalmával került sor. Lega rendkívül bátran és vakmerően harcolt, azonban az Osztrák–Magyar Monarchia csapatai visszaverték az olaszokat. Az olasz kormány azonban meghálálta Lega hősiességét és olasz Katonai Vitézségi Éremmel tüntették ki.
1916 második félévében Lega a légierőhöz való áthelyezését kérte, melyre hamarosan sor is került. 1917. január 31-én kapta kézhez pilótaigazolványát, és hamarosan már a Squadrigualia 21 tagjaként szolgált. Hamarosan megkapta legmagasabb beosztását, a kapitányi rangot. 1918. március 17-én szerezte meg első légi győzelmét, melyet március 25-én szerzett meg a 76 Squadrigualia pilótájaként. A Központi Hatalmak offenzívája során még további 3 légi győzelmet szerzett (utolsót egy Albatros D.III-as repülőgép legyőzésével), 1918 júniusában.
A háború után Lega visszatért orvosi tanulmányaihoz, és hamarosan befejezte az egyetemet. Később mint lediplomázott orvos tevékenykedett. Később az olasz parlament orvosi tanácsadójává választotta. 1973. július 11-én hunyt el, 81 éves korában.

## Légi győzelmei
| Sorszám | Dátum             | Beosztási hely | Ellenfél       | Helyszín        |
| ------- | ----------------- | -------------- | -------------- | --------------- |
| 1       | 1918. március 17. | 76ª            | Ismeretlen     | Col d'Astiago   |
| 2       | 1918. március 25. | 76ª            | Ismeretlen     | Montello        |
| 3       | 1918. június 24.  | 76ª            | Ismeretlen     | Passagno        |
| 4       | 1918. június 25.  | 76ª            | Scout          | Mareno di Piave |
| 5       | 1918. június 25.  | 76ª            | Albatros D.III | Mareno di Piave |

## Fordítás
- Ez a szócikk részben vagy egészben  a   Giulio Lega című angol Wikipédia-szócikk fordításán alapul.  Az eredeti cikk szerkesztőit annak laptörténete sorolja fel. Ez a jelzés csupán a megfogalmazás eredetét és a szerzői jogokat jelzi, nem szolgál a cikkben szereplő információk forrásmegjelöléseként.